# Kerta Jaya
Kerta Jaya is een bestuurslaag in het regentschap Musi Banyuasin van de provincie Zuid-Sumatra, Indonesië. Kerta Jaya telt 3218 inwoners (volkstelling 2010).